# José María Pérez de Urdininea
José María Pérez de Urdininea (Luribay, Imperio español; 31 de octubre de 1784-La Paz, Bolivia; 4 de noviembre de 1865) fue un militar y político boliviano. Participó en las guerras de independencia de la actual Argentina y Bolivia. Gobernó la provincia de San Juan (Argentina) y fue encargado de la administración de la República de Bolivia (mediante sucesión constitucional) como presidente del Consejo de Ministros tras el motín contra el general Antonio José de Sucre. 

## Biografía
José María Pérez de Urdininea nació en la hacienda "Anquioma", en la localidad de Luribay del departamento de La Paz el 31 de octubre de 1784. Estudió en el seminario de La Paz y luego en Cochabamba.
Se inició en el ejército en 1809, en la represión de las revoluciones de Chuquisaca y de La Paz de ese año. Se pasó a los patriotas después de la batalla de Suipacha, en abril de 1811, y combatió en la derrota de Guaqui.
Fue llevado herido a la Argentina, donde se unió al Ejército del Norte a las órdenes de Manuel Belgrano, combatiendo en las batallas de Tucumán y Salta y en las siguientes campañas al Alto Perú. En 1816, durante la retirada del general José Rondeau después de la batalla de Sipe-Sipe, fue el jefe de la retaguardia patriota en Humahuaca. No reconocía la autoridad del gobernador Güemes, y a fines de año se retiró hacia el sur.
Pasó al Ejército de los Andes en 1817 e hizo la campaña hacia Chile. Participó en la batalla de Chacabuco. Poco después regresó a Salta donde fue puesto al mando de una división de gauchos en la guerra defensiva contra las invasiones realistas. Tuvo una actuación destacada durante la más poderosa de éstas, la comandada por De la Serna en 1817.
Más tarde regresó a Chile hasta 1820, año en que fue ascendido a coronel. Ese mismo año pasó a Cuyo, donde luchó contra los insurrectos de Mariano Mendizábal y contra el caudillo chileno José Miguel Carrera. Era el segundo del coronel José Albino Gutiérrez en la batalla de Punta del Médano, victoria final sobre el caudillo chileno.
Desde enero de 1822 fue gobernador de la provincia de San Juan, cargo en que duró un año. Pertenecía al partido unitario. Desde su puesto pretendió formar un ejército para invadir el Alto Perú, pero no logró reunir fondos ni consiguió apoyo en Buenos Aires. A pesar de todo logró formar un contingente de casi 500 hombres, que fueron puestos al mando de José María Paz, y que quedó en Salta hasta que se pudiera hacer la proyectada campaña. Instaló sus fuerzas en Humahuaca, pero éstas permanecieron inactivas por dos años.
A principios de 1825, bajo el mando del gobernador salteño Juan Antonio Álvarez de Arenales, participó en una campaña al Alto Perú. Arenales lo envió como jefe de una avanzada, a enfrentar a Pedro Antonio Olañeta, pero éste murió en un enfrentamiento con sus subordinados de modo que se independizó de la autoridad de Arenales y continuó su camino hacia el norte, hasta recibir la rendición del último oficial realista de esa parte de América, José María Valdez.
Antonio José de Sucre, en su gobierno, lo incorporó al ejército boliviano designándolo ministro de guerra. El 18 de abril en la ciudad de Chuquisaca, Sucre, después ser disparado en el brazo y de presenciar un motín contra su persona, huyó del sitio refugiándose en la casa de un amigo llamado Miguel Antonio Tardío. Mientras se recuperaba de su herida de bala, fue visitado por sus oficiales de confianza, de la cual Urdininea formaba parte de ellos, y le encarga el mando. El Congreso Constituyente, al no existir un vicepresidente, decide acatar la orden de Sucre y Urdininea pasó a ser el encargado de la administración del Estado boliviano como presidente del Consejo de Ministros. Se hizo cargo del gobierno por tres meses, posteriormente a la firma del Tratado de Piquiza, y la consecuente renuncia oficial de Sucre el 2 agosto del cargo de presidente —como delegado de Bolívar— y junto a él su gabinete, incluyendo al presidente del Consejo de Ministros, Pérez de Urdininea. Para su sucesión, se organizó un nuevo Consejo de Ministros, y el presidente de este fue José Miguel de Velasco. Urdininea fue acusado de no haber hecho frente a la invasión de Agustín Gamarra por lo que se retiró a una de sus haciendas por más de diez años.
Con motivo de la Guerra de la Confederación, en 1838 fue llamado por el mariscal Andrés de Santa Cruz, entonces Presidente de Bolivia y Protector de la Confederación Perú-boliviana, reincorporándolo al ejército. 
En tal calidad, participó de la Batalla de Yungay. Fue ministro de guerra en los gobiernos de José Ballivián y Jorge Córdoba. 
José María Pérez de Urdininea falleció en la ciudad de La Paz, el 4 de noviembre de 1865, a los 81 años de edad.